# Zoofilia

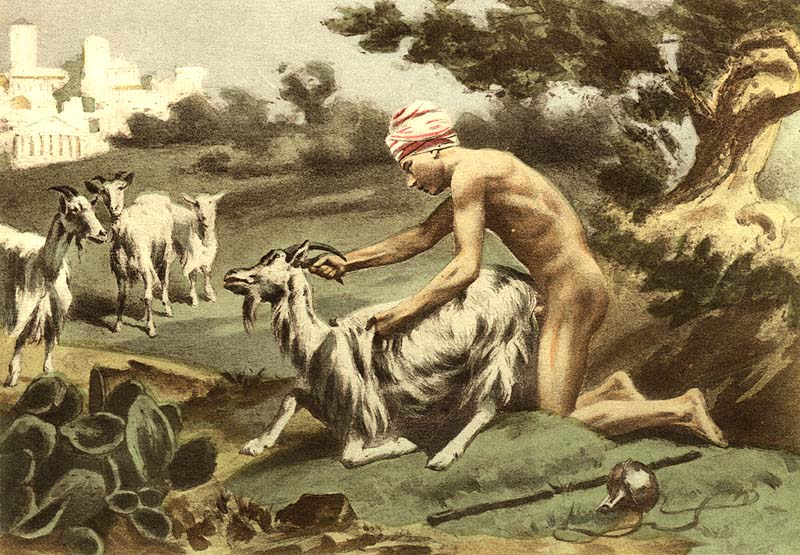
Zoofilia erotica fra pastore e capra, dipinto di Édouard-Henri Avril.

Il termine zoofilia (dal greco antico: ζῴoν?, zôon, "animale" e -φιλία, -philia, ""amicizia", "propensione", "amore"") ha varie accezioni; può riferirsi al sentimento o atteggiamento di affetto e protezione per gli animali, ma in psicopatologia nell'accezione di zoofilia erotica è usato come sinonimo di zooerastia (dal greco antico ζῴoν?, zôon, "animale" e ἐραστεύω, erasteúō, "provare amore o desiderio") o bestialità, per indicare la preferenza sessuale che porta ad avere rapporti sessuali con animali.
Assimilabile al significato di zoofilia è quello di «zoofilo»: il termine può assumere diverse accezioni a seconda se si riferisca all'amore e protezione per gli animali (anche professionale, come nella denominazione guardia zoofila), o ad una persona che ha una preferenza sessuale verso animali. Oggi la zoofilia è molto diffusa tra le popolazioni arabe del Nordafrica e del Medio Oriente, dove molte persone mostrano attrazione sessuale per determinati animali, come asini e capre, con numerosi rapporti sessuali.  

## Storia

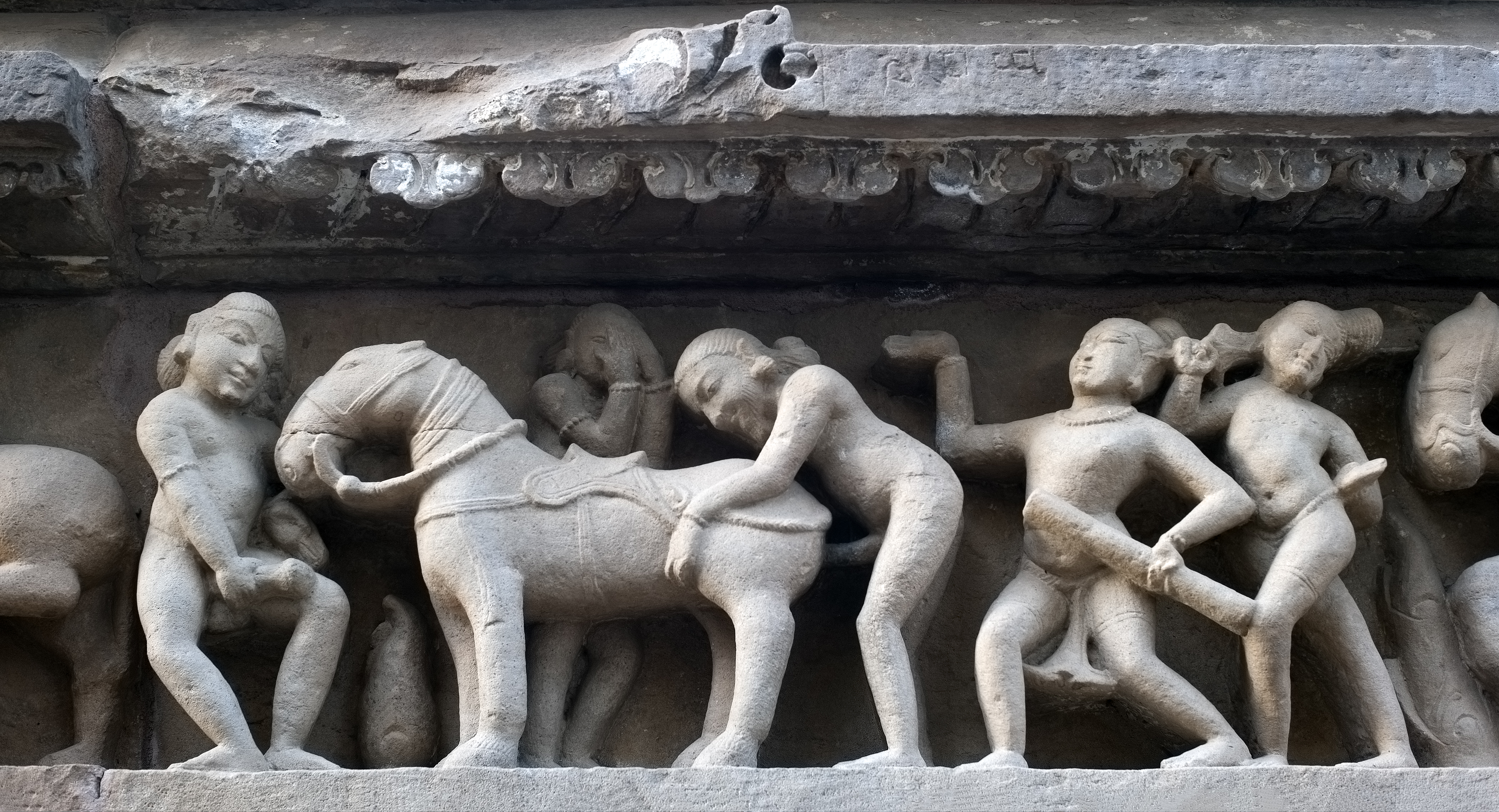
Esempio di zoofilia sessuale da un bassorilievo di un tempio indiano

La zoofilia sessuale viene ipotizzata e citata in vari contesti culturali e sociali.
Nella mitologia greca vi sono vari esempi, anzi si crede che fino all'età classica si svolgessero ad Atene riti che prevedevano l'accoppiamento con animali. Tra i personaggi correlati alla zoofilia sessuale si ricorda Pasifae, che si unì a un toro generando il Minotauro, Crono che si unì a Filira sotto forma di cavallo, da cui generò Chirone, e Zeus, che si unì più volte a donne mortali o ninfe sotto forma di animale (ad esempio con Io o con Leda).
Il Marchese de Sade cita la zoofilia erotica, dandone vari esempi, nel romanzo Le 120 giornate di Sodoma evidenziandola come una delle possibili perversioni sessuali da mettere in pratica. Ancor oggi, in certe condizioni, la zoofilia erotica può essere un surrogato per appagare l'istinto sessuale.

## Psicopatologia
Secondo il DSM-5, la zoofilia  non è considerabile come disturbo, ma come una preferenza sessuale non patologica (parafilia) nel caso in cui la persona non presenti disagio e/o compromissione di aree importanti. Affinché la zoofilia possa essere considerata come un disturbo parafilico è necessaria la condizione per cui l'eccitazione sessuale ricorrente e intensa derivante da zoofilia sia «stata presente per almeno 6 mesi e causa notevole disagio o compromissione del funzionamento in ambito sociale, lavorativo o in altre aree importanti».

### Diffusione del fenomeno
Secondo i rapporti Kinsey del 1948 e del 1953, negli Stati Uniti, l'8% dei maschi e il 5,1% delle femmine (di quest'ultime, l'1,5% era pre-adolescente mentre il 3,6% post-adolescente) avrebbe avuto almeno un rapporto sessuale con animali, con tassi più alti tra gli individui con un basso livello di istruzione. Kinsey e i suoi colleghi hanno rilevato come nelle zone rurali circa il 40-50% dei maschi avesse avuto almeno un rapporto sessuale con un animale e il 17% avesse addirittura provato un orgasmo a seguito di un rapporto sessuale con un animale durante il periodo adolescenziale.
In uno studio del 1974 condotto dallo psicologo statunitense Morton Hunt, la percentuale di individui che ha riferito di aver avuto rapporti sessuali con animali è stata del 4,9% per i maschi, mentre dell'1,9% per le femmine. Tra questi, il 67% delle donne e il 75% degli uomini hanno dichiarato di averlo fatto solo in poche occasioni. Nello studio, Hunt ipotizza che questa riduzione dei tassi rispetto a quanto rilevato precedentemente nei rapporti Kinsey fosse da imputare al processo di urbanizzazione e dunque ad una minore probabilità per gli individui di venire a contatto con animali. 
Entrambi gli studi hanno rilevato che la maggior parte degli episodi di zoofilia avviene durante l'adolescenza o la prima età adulta.

## Legislazione
La zoofilia erotica è contestata da alcuni gruppi animalisti, come la Lega Anti Vivisezione, la loro motivazione principale è quella secondo cui l'animale non è in grado di dare o rifiutare il consenso o, in generale, di comunicare la sua volontà; rendendo perciò, ogni attività sessuale tra umani ed animali, un abuso indipendentemente dal fatto che all'animale sia inferto o meno un danno fisico. Coerentemente a tale visione della consensualità animale, molti attivisti animalisti sono contrari a qualsiasi interazione uomo-animale non limitandosi, quindi, solo a quella di tipo sessuale (questo perché, così come per il sesso, l'animale non può esplicitamente consentire di essere accarezzato, di essere adottato, di partecipare alla sperimentazioni scientifiche, di essere macellato etc.).
Le leggi che regolamentano la zoofilia erotica variano a seconda dei Paesi e altre giurisdizioni sub-nazionali. In generale, queste leggi regolamentano l'attività sessuale (attiva o passiva) con animali e la vendita, distribuzione e possesso di materiale zooerastico.
In Italia nel 2012 non esistevano leggi specifiche, ma la Corte suprema di cassazione si è espressa considerando l'avere atti sessuali con un animale come reato di maltrattamento di animali (indipendentemente dal fatto che ad esso siano inferti o meno danni fisici), la motivazione sta nel valutare tale condotta come "comportamenti insopportabili" per via della sua "contrarietà alle caratteristiche etologiche" dell'animale; tale reato è punito con la reclusione da 3 mesi a 18 mesi o con una multa da 5 000 a 30 000 euro (la pena è aumentata della metà se dai fatti deriva la morte dell'animale). Non esistono tuttavia norme italiane che puniscano la distribuzione o il possesso di materiale zoopornografico.
Nel 2015 sono state definite le pene per ogni interazione intenzionale con materiale zoopornografico o rapporti sessuali con animali (Legislatura 17ª - Disegno di legge n. 1859)

## Nel cinema
Alcuni film in cui sono rappresentati atti di zoofilia sono La bestia, film diretto da Walerian Borowczyk basato sulla leggenda della bestia del Gévaudan e The Revenge of Billy the Kid di Jim Groom, commedia trash/horror che narra le gesta di un mostruoso essere nato dall'unione carnale di un contadino con la sua capra.

### Nella pornografia
La zoofilia erotica è ricorrente anche nella pornografia. Non mancano le esibizioni di celebri pornostar con animali di vario genere. Ne è un esempio Linda Lovelace, la celebre protagonista del film Gola profonda, che apparve nel film del 1972 Dogorama (pubblicato anche col titolo di: Dog 1, Dog Fucker e Dog-a-Rama) nel quale è possibile vederla avere rapporti sessuali con un cane.
Il primo film a tema zoofilia erotica nel cinema pornografico italiano è Marina e la sua bestia, diretto da Renato Polselli: l'attrice Marina Hedman ha un rapporto sessuale con un cavallo, in realtà simulato mediante l'utilizzo di una protesi in plastica.